# Anton Schrobenhauser
Anton Schrobenhauser (* 9. August 1955 in Unterhaching; † 7. Januar 2022) war ein deutscher Fußballtorhüter.

## Karriere

### Vereine
Schrobenhauser spielte von 1968 bis 1973 in der Jugend- und von 1973 bis 1979 in der Amateurmannschaft des FC Bayern München. Zur Saison 1977/78 verpflichtete ihn der Bundesligaverein als dritten Torwart hinter Sepp Maier und Walter Junghans; doch in zwei Spielzeiten blieben ihm Pflichtspiele versagt. Spielerischer Höhepunkt dürfte sein Einsatz am 8. Januar 1977 im Achtelfinale des DFB-Pokals gewesen sein, als er mit den Amateuren des FC Bayern München der Profimannschaft mit 3:5 unterlag.
Zur Saison 1979/80 wechselte er zum Landesligisten SpVgg Unterhaching, mit dem er 1981 erstmals in die Amateur-Oberliga, der heutigen Bayernliga, aufstieg und für den er bis 1988 spielte. Schrobenhauser blieb den Unterhachingern treu und bekleidete später das Amt des Schatzmeisters. Sein finanzielles Geschick trug dazu bei, dass der Verein erfolgreich spielte und 1999 sogar in die höchste deutsche Spielklasse aufstieg und zwei Spielzeiten in ihr verblieb. Als der Verein 2002 aber vor dem Abstieg in die Regionalliga Süd stand, übernahm er das Amt eines Teamchefs (3. April bis 5. Mai), konnte den Abstieg aber nicht verhindern. 2003 gelang der sofortige Wiederaufstieg, 2007 folgte der erneute Abstieg. Vom 25. Juli 2008 bis 23. Mai 2015 spielte der Verein in der neugeschaffenen 3. Liga, bevor er in die viertklassige Regionalliga Bayern abstieg.

### Nationalmannschaft
Schrobenhauser kam am 16. September 1973 in Frechen zu seinem ersten Länderspieleinsatz, als die DFB-Jugendauswahl den Vertreter aus Finnland mit 1:0 besiegte. Vom 14. bis 19. November 1973 nahm er mit der Jugendauswahlmannschaft am Turnier um den Prinz-Albert-Pokal in Monte Carlo teil, die das Turnier mit dem 4:1 im Elfmeterschießen im Endspiel gegen die belgische Auswahl gewann. Im Spiel zuvor, beim 5:1-Sieg über Irland am 17. November, hatte er sein letztes Länderspiel bestritten.

## Erfolge
- Bayerischer Meister 1983, 1988

## Sonstiges
Schrobenhauser war
- Inhaber eines Bauunternehmens[3] und einer Diskothek
- Schwiegervater des Fußballers Francisco Copado und Großvater von Lucas Copado
- Gründungsstifter von „kids to life“[4]
- Schatzmeister der SpVgg Unterhaching (bis 2012; Ablösung durch Robert Perchtold)